# 李維藩 (嘉靖進士)
李維藩（1506年—？），字子价，山西遼州人，民籍，明朝政治人物。

## 生平
嘉靖十三年（1534年）甲午科山西鄉試第五名舉人。嘉靖十四年（1535年）中式乙未科會試第五名，登第二甲第九十五名進士。历官河南按察司睢陳道佥事、陕西布政司參議。

## 家族
曾祖李祥；祖父李順；父李英，母范氏；繼母劉氏。慈侍下。弟维垣、维屏、维翰、维城。